# Lucifers blyant
Lucifers blyant er en animationsfilm fra 1993 instrueret af Lejf Marcussen efter eget manuskript.

## Handling
Et forvandlingsbolsje af en animationsfilm, hvorom instruktøren selv skriver: Min diktatoriske bevidsthed forlanger klare symboler og målrettet skelnen. Men Lucifers blyant driller mine hænder og vil vise mig, at selv uforenelige billeder måske har fælles ophav.